# Peintre de l'Armée de terre
En France, le titre de peintre de l'Armée de terre est accordé par le ministre de la Défense à des artistes ayant consacré leur talent à l'armée de terre. Il peut être attribué non seulement à des peintres mais aussi à des photographes, des illustrateurs, des graveurs et des sculpteurs.

## Droits et privilèges
Le titre n'accorde droit à aucune rétribution mais accorde certaines facilités et privilèges :
- possibilité de recevoir des missions au sein d'unités de l'Armée de terre[2] ;
- port d'un uniforme avec fourreaux d'épaule portant le sigle "peintre de l'armée de terre" : les peintres agréés sont assimilés, uniquement au titre du protocole, au grade de capitaine, les peintres titulaires à celui de commandant ;
- la signature de l'artiste sur ses œuvres peut être suivie de l'insigne des peintres de l'Armée de terre ;
- appartenance au Service historique de l'Armée de terre.

L’artiste officiel a obligation morale d’inclure dans sa production annuelle des œuvres à caractère militaire, servant la cause et le renom de l'armée de terre. Il est tenu d’exposer au moins une œuvre à chaque salon des peintres officiels de l’armée de terre. 
Les peintres agréés sont nommés pour trois ans par un jury présidé par l’inspecteur général des Armées (Terre) et constitué d'officiers de l'Armée de terre et des peintres titulaires. Pour devenir peintre titulaire, il faut avoir été peintre agréé plus de trois périodes successives de trois ans.
Le nombre des peintres agréés est limité à vingt, celui des peintres titulaires n’est pas limité.

## Historique
Au XVIIe siècle, l'armée accorde une importance capitale aux œuvres des peintres de batailles : ces artistes ont alors pour missions non seulement de laisser pour l'histoire une trace des combats, mais aussi de renseigner l'état-major sur le plan topographique et de contribuer à la renommée des chefs vainqueurs. De grands peintres comme Jean-Louis-Ernest Meissonier ou encore Alphonse de Neuville s'essayent à cette tâche.
Le « corps des peintres, graveurs et sculpteurs du département de l’Armée de terre » (ou « Peintres des armées, spécialité Terre ») est créé en 1931. 
Depuis les années 1990, les peintres de l'armée s'attachent à mettre en valeur les troupes qui assurent la paix et la sécurité là où les troupes françaises sont engagées.
Un salon officiel, organisé par la Délégation au Patrimoine de l'Armée de Terre se tient tous les deux ans et constitue le lieu et la manifestation de l'engagement d’artiste des peintres de l'Armée de Terre. Il se déroule à l'Hôtel des Invalides, sous la haute autorité du ministère de la Défense.

## Peintres de l'Armée de terre

### Peintres contemporains
- Paul Anastasiu (titulaire 2015)
- Éric Bari (titulaire 2013)
- Adela Burdujanu (agréée)
- Denis Bermond (titulaire 2002)
- Christian Cochet (agréé 2015)
- C215 - Christian Guémy (agréé)
- Laurent Dauptain (titulaire 2013)
- Christoff Debusschere (titulaire)
- Martine Delaleuf (agréée en 2013)
- El Padre (agréé)
- Nadine Enakieff (titulaire 2018)
- Jacques Ernotte (titulaire 1993)
- Alain Fabreal (agréé)
- Maryse Garel (agréée)
- Jean-pierre Gendis (agréé)
- Joël Giraud (titulaire 2015)
- Thomas Goisque (agréé 2015)
- Thierry de Gorostarzu (agréé)
- Anne-Marie Guigon-Moretti (titulaire 2002)
- Olivier Jarraud (agréé)
- Alain Jamet (agréé en 2005)
- Nacéra Kainou (agréée en 2013)
- Yong-Man Kwon (titulaire 2013)
- Thierry Laval (agréé en 2013)
- Anne Le Cléac'h (agréée 2011)
- François Legrand (agréé 2007)
- Jean-Claude Lesquer (titulaire 2009)
- Isabelle Maury (agréée 2011)
- Florent Maussion (agréé 2007)
- Florent Maussion (titulaire)
- François Mayu (agréé)
- Robert Mestelan (titulaire 1994)
- Michel Montigné (titulaire 1996)
- Serge Ostroverhy (titulaire 2007)
- André Platrie (titulaire)
- Jean-Marc Prévot (agréé)
- Daniel Pucet[4] (titulaire 2018)
- Evguenii Ponomarev (agréé)
- Danielle Rannou (agréée 2015)
- Frédéric Robin (titulaire 2007)
- Jacques Rohaut (agréé en 2000)
- Christophe Thiry (titulaire 2015)
- Jean-Luc Tichadou (titulaire 2007)
- Antoine Vincent (agréé en 2000)
- Maghérusan Virgil (agréé en 2007)
- Thomas Waroquier (agréé)
- Jean-Marie Zacchi (titulaire 2004)

### Peintres décédés[5]
- Michel Pigeon (1937-2023)
- Patrice de la Perriere (1944-2023)
- Gérard Bachelet (1928-2022)
- Lucien Delmas (1936-2021)
- Gérard Morel (1927-2018)
- Bouche de Varjac (1932-2018)
- Guy Geymann (1951-2017)
- Rigo Albert (1925-2017)
- Daniel Lordey (1929-2017)
- André Paltrié (1938-2016)
- Roger Nédélec (1927-2015)
- Daniel Schintone (1927-2015)
- Christian Billet (1944-2015)
- Daniel Schintone (1927-2015)
- Nelly Lengelle (1927-2014)
- Louis Fregier (1929-2014)
- Philippe Lejeune (1924-2014))
- Serge Markó (1926-2014)
- Denys Muguet (1935-2013)
- Eugène Leliepvre (1908-2013
- Michel Tesmoingt (1928-2011)
- Jean Abadie (1921-2010)[6]

- Marc Monkowicki († 2011)
- Guy Le Borgne, alias Guy Lezachmeur (1920-2007)[7]
- Le Corre[Qui ?] († 2006)
- Albert Brenet (1903-2005)
- Henri Gault (1920-2005)
- André Montagné († 2002)
- Andréas Rosenberg († 2002)
- Jean Bille (1998)
- Robert Falcucci (1900-1989)
- Pierre Gautiez
- Lucien Rousselot (1900-1992)[8],[9],[10]